# ルベン・パス
ルベン・ワルテル・パス・マルケス（Rubén Walter Paz Márquez, 1959年8月8日 - ）は、ウルグアイ・アルティガス出身の元同国代表サッカー選手。ポジションは攻撃的ミッドフィールダー。

## 経歴
ウルグアイユース代表として1979年のFIFAワールドユース選手権で活躍。同年にウルグアイ代表に選出される。ラシン・パリ、ジェノアと二回挑戦したヨーロッパの舞台では活躍できなかったが、南米ではどのクラブでも中心選手として活躍、ラシン・クルブ在籍時の1988年には南米年間最優秀選手賞を受賞した。

## 代表歴
- 1979年 - 1990年 ウルグアイ代表
  - 代表通算 - 45試合出場 7得点
  - 1980年 - ムンディアリート (優勝)
  - 1986年 - FIFAワールドカップ (ベスト16、1試合0得点)
  - 1990年 - FIFAワールドカップ (ベスト16、3試合0得点)

### 試合数
出典
| ウルグアイ代表 | 国際Aマッチ | 国際Aマッチ |
| 年             | 出場        | 得点        |
| -------------- | ----------- | ----------- |
| 1979           | 3           | 1           |
| 1980           | 10          | 4           |
| 1981           | 7           | 1           |
| 1982           | 0           | 0           |
| 1983           | 0           | 0           |
| 1984           | 0           | 0           |
| 1985           | 0           | 0           |
| 1986           | 3           | 1           |
| 1987           | 0           | 0           |
| 1988           | 2           | 0           |
| 1989           | 14          | 1           |
| 1990           | 6           | 0           |
| 通算           | 45          | 8           |